# Communauté de communes du Pays de Montsalvy
La Communauté de communes du Pays de Montsalvy est, depuis le 1er janvier 2017, une ancienne communauté de communes française, située dans le département du Cantal et la région Auvergne-Rhône-Alpes.

## Historique
Elle est créée le 29 décembre 1994.
Le 7 mars 2016, la Commission départementale de coopération intercommunale du Cantal, réunie pour examiner le projet de schéma départemental de coopération intercommunale, propose, après examen des amendements,  de fusionner la Communauté de communes du Pays de Montsalvy avec ses voisines, les communautés de communes Cère et Rance en Châtaigneraie, Entre deux lacs et du Pays de Maurs.
Elle fusionne au sein de la communauté de communes de la Châtaigneraie Cantalienne le 1er janvier 2017.

## Territoire communautaire

### Composition
Elle regroupait les 15 communes suivantes qui ont longtemps composé le pays du Veinazès :
| Nom                    | Code Insee | Gentilé        | Superficie (km2) | Population (dernière pop. légale) | Densité (hab./km2) |
| ---------------------- | ---------- | -------------- | ---------------- | --------------------------------- | ------------------ |
| Montsalvy (siège)      | 15134      | Montsalvyens   | 20,29            | 882 (2014)                        | 43                 |
| Calvinet               | 15027      | Calvinétois    | 13,73            | 518 (2014)                        | 38                 |
| Cassaniouze            | 15029      |                | 35,84            | 534 (2014)                        | 15                 |
| Junhac                 | 15082      | Junhacois      | 27,71            | 327 (2014)                        | 12                 |
| Labesserette           | 15084      | Labesserettois | 13,64            | 291 (2014)                        | 21                 |
| Lacapelle-del-Fraisse  | 15087      |                | 15,29            | 332 (2014)                        | 22                 |
| Ladinhac               | 15089      | Ladinhacois    | 26,72            | 499 (2014)                        | 19                 |
| Lafeuillade-en-Vézie   | 15090      |                | 16,54            | 583 (2014)                        | 35                 |
| Lapeyrugue             | 15093      | Peyruguiens    | 8,47             | 111 (2014)                        | 13                 |
| Leucamp                | 15103      | Leucampois     | 13,50            | 235 (2014)                        | 17                 |
| Prunet                 | 15156      | Prunetois      | 27,34            | 638 (2014)                        | 23                 |
| Sansac-Veinazès        | 15222      |                | 12,56            | 222 (2014)                        | 18                 |
| Sénezergues            | 15226      |                | 17,61            | 194 (2014)                        | 11                 |
| Teissières-lès-Bouliès | 15234      | Teissierois    | 19,51            | 318 (2014)                        | 16                 |
| Vieillevie             | 15260      |                | 9,65             | 110 (2014)                        | 11                 |

### Démographie
| 2011 | 2012  | 2013  | 2015 |
| ---- | ----- | ----- | ---- |
| -    | 5 710 | 5 776 | -    |